# Kreis Moudon
| Kreis Moudon           | Kreis Moudon       |
| Basisdaten             | Basisdaten         |
| ---------------------- | ------------------ |
| Staat:                 | Schweiz            |
| Kanton:                | Waadt (VD)         |
| Bezirk:                | Moudon             |
| Hauptort:              | Moudon             |
| Fläche:                | 35,57 km²          |
| Einwohner:             | 8'147 (31.12.2023) |
| Bevölkerungsdichte:    | 229 Einw. pro km²  |
| Aufgehoben am:         | 31. Dezember 2006  |
| Karte                  |                    |
| Karte von Kreis Moudon |                    |

Der Kreis Moudon (französisch Cercle de Moudon) war bis zum 31. August 2006 eine Verwaltungseinheit des Bezirks Moudon im Kanton Waadt in der Schweiz. Sitz des Kreisamtes war Moudon.
Der Kreis umfasste sieben Gemeinden und war 35,57 km² gross. Die Gemeinden des ehemaligen Kreises zählten Ende 2023 8'147 Einwohner.
| Wappen               | Name der Gemeinde    | Einwohner (31. Dezember 2023) | Fläche in km² | Einw. pro km² |
| -------------------- | -------------------- | ----------------------------- | ------------- | ------------- |
| Bussy-sur-Moudon     | Bussy-sur-Moudon     | 251                           | 3,12          | 80            |
| Chavannes-sur-Moudon | Chavannes-sur-Moudon | 238                           | 5,15          | 46            |
| Hermenches           | Hermenches           | 377                           | 4,77          | 79            |
| Moudon               | Moudon               | 6'393                         | 15,65         | 408           |
| Rossenges            | Rossenges            | 88                            | 1,08          | 81            |
| Syens                | Syens                | 165                           | 2,52          | 65            |
| Vucherens            | Vucherens            | 635                           | 3,28          | 194           |
| Total (7)            | Total (7)            | 8'147                         | 35,57         | 229           |